# ホートー
株式会社ホートー（かぶしきがいしゃほーとー、英: hoto Inc.）は、埼玉県、東京都、八王子市で、ガス工事・水道工事・土木工事・建築工事・電気工事・舗装工事・建設汚泥処分・発生土リサイクルの事業を行っている企業である。大阪ガス、東邦ガス、西部ガスと並ぶ大手4大都市ガス事業者の一つである東京ガスの下請けを担う。資本金は4,000万円。

## 主な事業内容
主に三つの管工事を行なっている。

### ガス本支管工事
創業以来、都市ガス本支管工事設備工事を東京ガス(株)の下請けとして約50年間 、武州瓦斯(株)の下請けとして約25年間、施工している。
最近の工事施工例は、所沢市小手指におけるガス経年管入れ替え工事・川越市久下戸における155棟造成地ガス・水道同時工事など。また、ガス中圧工事として、狭山市広瀬台におけるφ300のガス工事を施工している。

### 水道工事
東京都水道局・川越市上下水道局、さいたま市上下水道局、ふじみ野市上下水道局の水道布設替工事を約15年間施工している。
最近の工事施行例は、板橋区成増におけるφ200配水小管布設替工事、北区王子におけるφ200配水小管布設替工事、川越市久下戸地内155棟造成 水道・ガス同時工事など。

### ガス設備
東京ガス(株)の下請けとしてガス設備工事を施工している。新築一戸建住宅のガス設備工事から工場・マンション・スーパーマーケットの設備工事、ガスの経年管取替え工事に伴う一戸建ての入れ取り換え工事やプロパン切り替え工事まで対応している。
最近の工事例は日高市内スーパーマーケット、工場、本庄市内工場、狭山市内工場向けのガス設備工、東京ガス緊急工事、巡回業務など。

## 沿革
- 1970年　強力工事株式会社として設立。
- 1992年　株式会社ホートーに社名変更。
- 2003年　資本金4,000万円に増資。